# الشركة الدولية لتصنيع أشباه الموصلات
الشركة الدولية لتصنيع أشباه الموصلات (بالإنجليزية: Semiconductor Manufacturing International Corporation) هي شركة مملوكة للدولة جزئيًا ومملوكة للدولة في الصين لأشباه الموصلات،  وهي الأكبر في الصين.
يقع المقر الرئيسي للشركة في شنغهاي  وتم تأسيسها في جزر كايمان. لديها مواقع تصنيع في جميع أنحاء البر الرئيسي للصين، ومكاتب في الولايات المتحدة وإيطاليا واليابان وتايوان، ومكتب تمثيلي في هونغ كونغ. يوفر خدمات تصنيع الدوائر المتكاملة (IC) من 350 نانومتر إلى 14 نانومتر تقنيات المعالجة.
من بين العملاء البارزين كوالكوم،  برودكوم،  وتكساس إنسترومنتس.

## التاريخ

### العقوبات الأمريكية
في سبتمبر 2020، أعلنت وزارة التجارة الأمريكية أن الشركة الدولية لتصنيع أشباه الموصلات هي مستخدم نهائي عسكري وطالبت شركات التكنولوجيا الأمريكية التي تتعامل معها بالحصول على ترخيص. أثار هذا الإجراء توبيخًا من المتحدث باسم وزارة الخارجية الصينية تشاو لي جيان.
في 4 أكتوبر 2020، ذكرت الشركة الدولية لتصنيع أشباه الموصلات أن مكتب الصناعة والأمن الأمريكي قد أبلغ بعض موردي الشركة أنه وفقًا للوائح مراقبة الصادرات الأمريكية، يجب عليهم التقدم للحصول على ترخيص تصدير مسبقًا قبل تزويد الشركة ببعض المعدات والملحقات والمنتجات الأصلية الأمريكية. في ديسمبر 2020، قامت وزارة الدفاع الأمريكية بتسمية الشركة كشركة "مملوكة أو خاضعة لسيطرة" جيش التحرير الشعبي وبالتالي منعت أي شركة أو فرد أمريكي من الاستثمار فيها.
في ديسمبر 2020، أضافت وزارة التجارة الأمريكية الشركة إلى قائمة الكيانات الخاصة بمكتب الصناعة والأمن.
في 6 سبتمبر 2023، أطلقت هواوي هاتفها الذكي الجديد مايت 60. كان الهاتف مدعومًا بشريحة كيرين 9000s الجديدة المصنوعة في الصين بواسطة الشركة. كان هذا المعالج هو أول من استخدم تقنية الشركة الجديدة مقاس 7 نانومتر. ذكرت شركة تيك إنسايت في عام 2022 أنها تعتقد أن الشركة تمكنت من إنتاج شرائح بدقة 7 نانومتر، على الرغم من أنها تواجه نظام عقوبات قاسية، من خلال تكييف آلات أبسط لا يزال بإمكانها شراؤها من إيه إس إم إل. قال هولجر مولر من شركة شركة كوكبة للأبحاث. إن هذا أظهر أن العقوبات الأمريكية ربما كان لها تأثير في دفع صناعة صناعة الرقائق في الصين إلى أقصى الحدود. شريحة قد تنتهك القيود التجارية الحالية، قال عضو الكونجرس الأمريكي مايك غالاغر إنه "يجب على وزارة التجارة الأمريكية إنهاء جميع صادرات التكنولوجيا إلى شركة هواوي وأكبر شركة لأشباه الموصلات في الصين بعد اكتشاف شرائح جديدة في هواتف هواوي"، وأن "هذه الشريحة من المرجح أن تنتهك القيود التجارية الحالية" لا يمكن إنتاجه بدون التكنولوجيا الأمريكية وبالتالي قد تكون الشركة قد انتهكت قاعدة المنتجات الأجنبية المباشرة لوزارة التجارة.

## العمليات

### 14 نانومتر
في 14 نوفمبر 2019، أعلنت شركة SMIC عن بدء إنتاج حجم 14 نانومتر FinFET.